# Edgar Feuchtinger

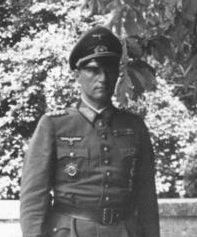
Generalleutnant Edgar Feuchtinger, Frankreich, 30. Mai 1944

Edgar Feuchtinger (* 9. November 1894 in Metz; † 21. Januar 1960 in Berlin) war ein deutscher Offizier und bis 1945 Generalleutnant im Zweiten Weltkrieg.
Das Reichskriegsgericht verurteilte und degradierte Feuchtinger im März 1945; sein Fall wurde in der Diskussion um die Rehabilitierung von Kriegsverrätern 2008 wieder diskutiert.
Im Kalten Krieg betätigte er sich als Spion für den Ostblock, indem er durch private Kontakte umfangreiche Kenntnisse über den Aufbau der Bundeswehr erlangte und an die DDR verriet.

## Erster Weltkrieg und Aufnahme in die Reichswehr
Als Sohn eines Händlers für Musikalien besuchte er ein Gymnasium und erlangte im März 1914 das Abitur. Danach trat er im gleichen Jahr in die Kadettenanstalt Karlsruhe ein und setzte diese Ausbildung in der Hauptkadettenanstalt (HKA) in Groß-Lichterfelde fort. Schon hier fiel er durch seine Furchtlosigkeit und große Begabung für militärische Angelegenheiten auf. Kurz nach Ausbruch des Ersten Weltkriegs wurde er am 7. August 1914 zum Fähnrich befördert. Mit seiner Einheit, dem Badischen Fußartillerie-Regiment Nr. 14, marschierte er an die Front. Am 18. August 1915 folgte seine Ernennung zum Leutnant.
In den nächsten Jahren kämpfte er in Russland (Ostfront)
und Frankreich (Westfront), wobei er an den Kämpfen bei Verdun, der Schlacht an der Somme und der Schlacht an der Aisne bei Chemin des Dames teilnahm und ab dem 25. September 1917 dem Fußartillerie-Regiment 212 angehörte. Am 21. März 1919 wurde er in die Reichswehr übernommen, wobei er im 13. Artillerie-Regiment seinen Dienst antrat. In den nächsten Jahren folgte eine Versetzung unter anderem, weil er dienstlich negativ bei seinen kommandierenden Offizieren auffiel. Ab dem 1. Oktober 1920 wurde er zum 25. Schützen-Regiment versetzt, am 1. Januar 1921 zum 13. Württembergischen Infanterie-Regiment. Im 5. Artillerie-Regiment diente er ab dem 1. Oktober 1921. Drei Jahre danach versetzte man ihn zum 2. (Preußisches) Artillerie-Regiment. Am 1. April 1925 erhielt er die Beförderung zum Oberleutnant.

## Kommandeur der Artillerie und Organisator im NS-Regime
Ab dem 1. Februar 1929 verrichtete er seinen Dienst als Chef einer Batterie beim 7. (Bayerisches) Artillerie-Regiment. Zum Hauptmann wurde er am 1. November 1929 befördert. Beim Artillerie-Regiment Amberg (nach der Enttarnung Artillerie-Regiment 10) führte er ab dem 1. Oktober 1934 eine Batterie. Danach wurde er zum 1. Januar 1935 an die Feldartillerieschule in Jüterbog zum Lehrstab A des Lehrregiments versetzt. Im gleichen Jahr wurde er am 1. November zum Major befördert.
Da er sich als ausgezeichneter Organisator im Truppendienst erwiesen hatte, wurde er beauftragt, auf dem Reichsparteitag in Nürnberg im Jahre 1935 die Veranstaltungen der Wehrmacht zu führen. Diese Fähigkeiten wollte man auch im Jahre 1936 zur XI. Olympiade nutzen, wo er dem Organisationskomitee angehörte.
Die Aufrüstung der Wehrmacht ab etwa 1935 förderte seine Karriere wie auch die vieler seiner Kameraden:
Ab dem 1. Oktober 1937 führte er das III. Bataillon des Artillerie-Regiments 26, das zur 26. Infanterie-Division gehörte. Seine Beförderung zum Oberstleutnant erhielt er am 1. August 1938. Zum Kommandeur des Artillerie-Regiments 227 der 227. Infanterie-Division ernannte man ihn am 26. August 1939. Mit dieser Einheit nahm er am Westfeldzug teil (Kämpfe in Belgien und Frankreich); bis Oktober 1941 war er dort stationiert. Danach wurde er an die Ostfront verlegt, wo am 22. Juni 1941 der Deutsch-Sowjetische Krieg begonnen hatte. Am 1. August 1941 wurde er zum Oberst befördert. Im Bereich der Heeresgruppe Nord bewies Feuchtinger wiederum sein Organisationstalent, indem er aus versprengten Truppenteilen und erbeuteten Waffen eine neue Kampfeinheit bildete und aus einer Umkesselung durch sowjetische Einheiten ausbrechen konnte.

### Einmarsch in Südfrankreich und Neuaufstellung der 21. Panzer-Division

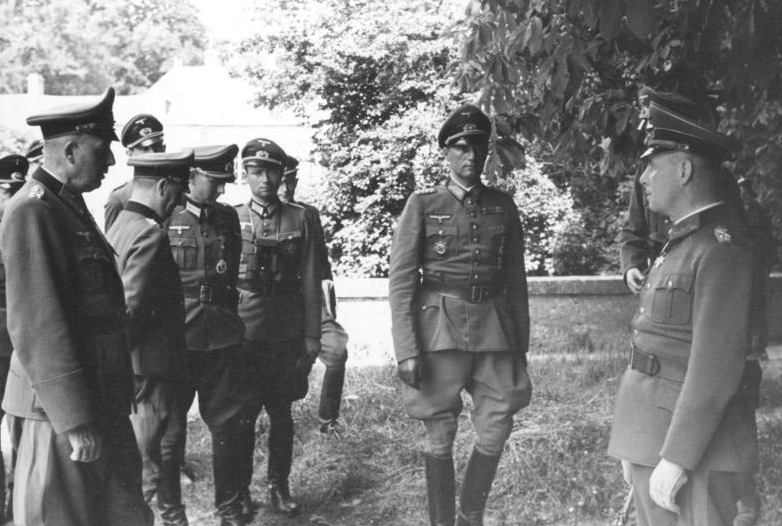
Generalfeldmarschall Erwin Rommel diskutiert Überprüfung der 21. Panzer-Abteilung Feuchtinger, Mai 1944.

Am 27. November 1942 befehligte er die Kampfgruppe A, die im Rahmen des Unternehmens Lila die Stadt Toulon besetzte und versuchte, die dort stationierten Schiffe der französischen Flotte unter ihre Kontrolle zu bringen. Am 7. April 1943 erhielt er das Kommando über die Schnelle Brigade West, später Brigade 931. In den folgenden Monaten stellte er aus verschiedenen Einheiten und Beutewaffen eine neue Division auf, die die Bezeichnung 21. Panzer-Division bekam (die Division gleichen Namens wurde in Nordafrika vernichtet). Dabei ließ er sich von Major Alfred Becker, einem technisch hochbegabten Reserveoffizier, der im Zivilleben Unternehmer war, aus in den Hotchkiss-Werken bei Paris vorhandenen Panzerchassis und deutschen Geschützen Eigenkonstruktionen von Sturmgeschützen und Raketenwerfern bauen. Die Aufstellung dieser „eigen“ aufgestellten Division meldete er an Adolf Hitler persönlich. Seine Beförderung zum Generalmajor und Kommandeur der 21. Panzer-Division erging am 1. August 1943.
Feuchtinger wurde in Frankreich und mehreren anderen Kommandos von Untergebenen und Vorgesetzten meist schlecht beurteilt. Angeblich hat er als Artillerist das Kommando über eine Panzerdivision nur durch seine Verbindungen zur NSDAP erhalten. Zumindest hatte er keinerlei Erfahrung in der Führung von Panzerverbänden. Er zeigte dort vor allem wieder sein großes Organisationstalent, in dem er z. B. modernste Funkausrüstungen organisierte. Wissend, dass er keine Kenntnisse in der Führung von Panzern hatte, überließ er seinen im Panzerkampf erfahrenen Regiments-Kommandeuren Ausbildung und Führung ihrer Verbände. Selbst hielt er sich sehr häufig in Paris auf.

### Invasion 1944

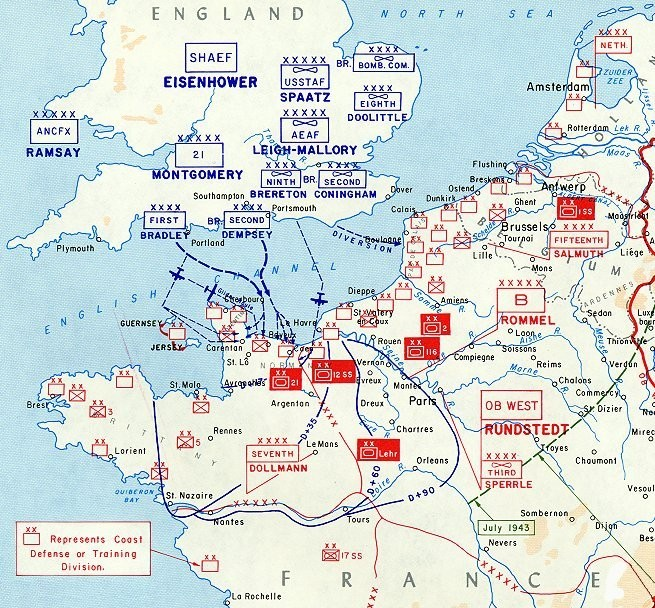
Position der 21. Panzer-Division Anfang Juni 1944 als westlichster Panzerverband (rot) nahe der Kanalküste

Während der Invasion in der Normandie am 6. Juni 1944 war die 21. Panzer-Division der einzige deutsche motorisierte Kampfverband im unmittelbaren Landungsbereich der Alliierten. Feuchtinger hielt sich an diesem Tag in Paris auf. Bei seiner Rückkehr auf seinen Divisionsgefechtsstand am 6. Juni nahm er seine Geliebte mit, eine Schauspielerin aus Hamburg. Als er am 6. Juni während der Schlacht um Caen einen Angriff mit seiner Division in Richtung Caen bzw. den Strand führte, blieb dieser im Feuer der schweren Schiffsartillerie und aufgrund von Bombenabwürfen der Alliierten liegen (siehe Operation Neptune) und wurde von den Regimentskommandeuren abgebrochen. In den weiteren Kämpfen im Raum Caen erlitt die Division schwere Verluste an Menschen und Material. Am 1. August 1944 wurde Feuchtinger zum Generalleutnant befördert. Kurz darauf, am 6. August 1944, erhielt er das Ritterkreuz des Eisernen Kreuzes. Im August wurde ein Großteil seiner Division im Kessel von Falaise eingeschlossen und vernichtet. Aus Resten der Division, die sich außerhalb des Kessels befanden oder noch aus diesem ausbrechen konnten, wurde die 21. Panzer-Division in Lothringen neu aufgestellt. Nach Kämpfen am Rand der Vogesen Ende Oktober bei Baccarat meldete Feuchtinger: „Im zusammengefassten Feuer der Artillerie und der wenigen Panzerabwehrgeschütze konnten wir in kürzester Zeit über 40 Panzer des Gegners vernichten.“ Tatsächlich war nur ca. ein Dutzend Panzer zerstört worden.
Im Gegensatz zu vielen anderen Kommandeuren, insbesondere bei den Panzerverbänden, hielt sich Feuchtinger praktisch nie an vorderster Front auf. Der Führungsstil und Lebenswandel Feuchtingers sorgten von Beginn der Invasion bis zu seinem Gerichtsverfahren für Gesprächsstoff und Kritik bei den dortigen Truppen und Kommandeuren.

## Verurteilung vor dem Reichskriegsgericht
Während seine Division im Unterelsass im Januar 1945 in schwere Kämpfe verwickelt wurde, hielt er sich in Celle auf und organisierte für seine Geliebte eine gut versorgte Unterkunft in einem Gutshaus. Auch brachte er drei Unteroffiziere mit, die sich dort betätigen sollten. Dieser Aufwand blieb der ortsansässigen Bevölkerung nicht verborgen, die sich darüber erregte. Am 5. Januar 1945 wurde er deshalb verhaftet und kam vor das Reichskriegsgericht. Die Anklage lautete auf Bereicherung an jüdischem Vermögen durch illegalen Verkauf von Pelzen, den Entzug der Unteroffiziere vom Kriegsdienst, die Zweckentfremdung von Wehrmachtseigentum und den Verrat militärischer Geheimnisse an seine südamerikanische Geliebte. Im Urteil wurde er zum Tode verurteilt und zum Kanonier degradiert. Sämtliche Orden und Auszeichnungen wurden ihm aberkannt.

## Begnadigung und Desertion
Am 2. März 1945 bestimmte Hitler, dass Feuchtinger wieder an der Front eingesetzt werden solle. Der Diktator äußerte an diesem Tag bei der Lagebesprechung: 

„Ich möchte, dass man dem Feuchtinger wieder einen Auftrag gibt, irgendetwas aufzubauen. Wir können uns den Luxus nicht erlauben, dass wir solche Leute festhalten [...] Jetzt handelt es sich um jeden Mann! Ob der einmal ein paar Möbel geholt hat oder nicht, das ist mir ganz wurscht. Warum soll ich so ein Talent nicht verwenden? Hinterher kann man ihn immer noch packen!“

 Er sollte sich bei der 20. Panzer-Grenadier-Division bei Seelow melden. Eine Suche, die am 12. April 1945 bei der Division nach ihm begann, blieb erfolglos. Statt sich an die Front zu begeben, tauchte er bei Celle in der Nähe seines Gutshauses unter. Am 29. Mai 1945 begab er sich in Generalsuniform in britische Kriegsgefangenschaft. Er durchlief mehrere Gefangenenlager, wobei seine Anwesenheit im US-Lager Allendorf auf heftigen Protest anderer Generäle stieß. Zeitweilig war er auch im britischen Lager Trent Park untergebracht. Am 23. August 1947 wurde er in Wuppertal aus der Gefangenschaft entlassen.

## Nachkriegszeit

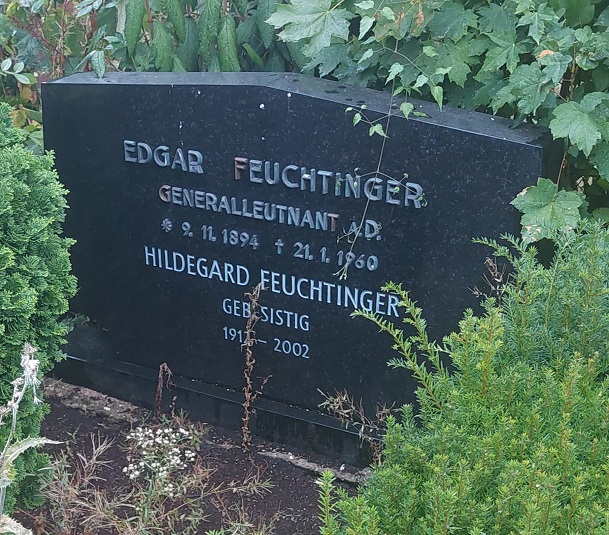
Das Grab von Edgar Feuchtinger in Krefeld.

Feuchtinger wurde 1953 vom sowjetischen Militärgeheimdienst Glawnoje Raswedywatelnoje Uprawlenije (GRU) unter Druck angeworben. Die GRU hatte Dokumente, die seine verheimlichte Degradierung zum Soldaten wegen Fahnenflucht belegten. Unter dem Vorwand von Militärhistorischen Recherchen konnte Feuchtinger von Oberst Carl-Otto von Hinckeldey Informationen aus dem Deutschen Verteidigungsministerium beschaffen. Er erlitt im Januar 1960 während eines Treffens mit seinem Führungsoffizier in Berlin einen Schlaganfall und verstarb kurz darauf. Insgesamt hatte Feuchtinger mehr als tausend Seiten streng geheime Dokumente nach Moskau geliefert. Als ein sogenannter Nachfolger nach Feuchtingers Tod – er nannte sich Herr Kühn – Hinckeldey kontaktierte, wurde dem Mann aus dem Verteidigungsministerium klar, dass er unabsichtlich Spionage betrieb, und er informierte die zuständigen Stellen. Daraufhin wurden sowohl Kühn als auch Hinckeldey 1961 verhaftet.

## Rehabilitierungsdiskussion 2007/8
2007/8 wurde im Bundestag diskutiert, ob von den Nazis zum Tode verurteilte „Kriegsverräter“, also „wegen Kriegsverrat“ (ein ungenau definierter Begriff) Verurteilte, pauschal rehabilitiert werden sollten.

## Auszeichnungen
- Eisernes Kreuz (1914) II. und I. Klasse[9]
- Ritterkreuz II. Klasse des Friedrichs-Ordens mit Schwertern[9]
- Ritterkreuz II. Klasse des Ordens vom Zähringer Löwen mit Schwertern[9]
- Hanseatenkreuz Hamburg[9]
- Österreichische Ehren-Denkmünze für Tapferkeit in Bronze[9]
- Spange zum Eisernen Kreuz II. und I. Klasse
- Deutsches Kreuz in Silber am 15. Juli 1943[10]
- Ritterkreuz des Eisernen Kreuzes am 6. August 1944[10]